# Joel Ayeko
Joel Ayeko (* 5. September 1998) ist ein ugandischer Langstreckenläufer.

## Karriere
Er gewann eine Silbermedaille bei den Berglauf-Weltmeisterschaften 2017 und eine Goldmedaille im dortigen Teamwettbewerb sowie genau die gleiche Kombination bei den Berglauf-Weltmeisterschaften 2018.
Bei den Crosslauf-Weltmeisterschaften 2019 wurde er Zehnter im Seniorenrennen und gewann eine Goldmedaille im Teamwettbewerb.
Seine persönlichen Bestzeiten sind 28:33 Minuten über 10 Kilometer, erzielt im Juni 2019 in Wierden, und 46:42 Minuten über 10 Meilen, erzielt im September 2019 in Amsterdam. 
Am 12. Oktober 2019 nahm er als Pacemaker an der Ineos 1:59 Challenge teil, bei der Eliud Kipchoge ein Marathon unter zwei Stunden lief.